# Sudetoněmecká nadace
Sudetoněmecká nadace, německy Sudetendeutsche Stiftung je instituce založená příslušníky sudetoněmecké menšiny vysídlené po druhé světové válce.

## Dějiny
Nadace byla zřízena v roce 1970 v Mnichově podle bavorských zákonů. Sídlo nadace je v Sudetoněmeckém domě v Mnichově. Text zákona o nadaci byl oficiálně předán 5. srpna 1970 předsedou vlády Alfonsem Goppelem (CSU) členovi spolkového výboru Sudetoněmeckého krajanského sdružení, Franzi Böhmovi.
„Svobodný stát Bavorsko přispěl částkou 200 000 západoněmeckých marek a Sudetoněmecké krajanské sdružení 100 000 marek, čímž vytvořily základní jmění nadace“, oznámil bavorský ministr Fritz Pirkl (CSU) na sudetoněmeckých dnech v roce 1972 ve Stuttgartu. V roce 1974 získaly instituce zemského sdružení na základě spolkového zákona o sdílení západního bohatství příspěvek ve výši 29 miliónů marek. Tyto prostředky pocházejí z aktiv úvěrových institutů z východoněmeckých a sudetoněmeckých území. Sudetoněmecká nadace z těchto prostředků získala 12 miliónů marek, což je největší podíl.
V roce 1984 oznámil předseda nadace a poslanec Bundestagu, Fritz Wittmann (CSU): „V uplynulých deseti letech tedy k dnešnímu dni přišlo sudetoněmeckým institucím asi 23 miliónů marek ze západního spolkového majetku.“ Kapitál nadace byl na počátku 90. let 20. století ze strany Svobodného státu Bavorsko navýšen příspěvkem asi 5 miliónů marek, určených k financování nárůstu nákladů sudetoněmecké menšiny po politických změnách roku 1989. Z výnosů hospodaření nadace jsou podporovány zejména kulturní projekty a sudetoněmecko- a německo-česká setkání.